# Martin Weinhold
Martin Weinhold (* 22. února 1997 Most) je český lední hokejista hrající na postu obránce.

## Život
S hokejem začínal v pražské Slavii, za níž nastupoval i v mládežnických výběrech. Po sezóně 2013/2014 přestoupil do Karlových Varů, za které následující ročník hrál v mezinárodní mládežnické hokejové lize (MHL). Současně však nastupoval i za karlovarský výběr do osmnácti let a v rámci hostování rovněž za juniorský výběr Vítkovic. Ročník 2015/2016 odehrál převážně za karlovarské juniory v české nejvyšší soutěži této věkové kategorie, ale objevil se prvně i v mužském výběru tohoto klubu. K dalším devíti utkáním nastoupil v rámci hostování za Kadaň. Za stejné týmy hrál i následující ročník (2016/2017). V průběhu sezóny 2017/2018 nastoupil za juniory i muže Karlových Varů a coby hostující hráč také za Slovan Ústí nad Labem a Baník Sokolov. Ač zůstával karlovarským hráčem, během ročníku 2018/2019 za tento tým nenastoupil ani k jedinému zápasu a namísto toho hostoval v Ústí nad Labem a v týmu přerovských Zubrů. V sezóně 2019/2020 sice za Karlovy Vary dva zápasy odehrál, nicméně výrazně větší porci utkání (52) si odbyl za přerovské hokejisty, kde hostoval. Sezóna se mu vydařila, a proto podepsal se západočeským celkem novou smlouvu. Další rok (2020/2021) nastupoval v karlovarských barvách, ale dva zápasy odehrál rovněž za Sokolov. Po konci sezóny podepsal s karlovarským klubem novou, tentokrát dvouletou, smlouvu. V sezóně 2021/2022 za něj nastupoval, avšak během ročníku i hostoval v Ústí nad Labem a v pražské Slavii.
Patřil do kádrů mládežnických reprezentačních výběrů České republiky a objevil se například ve výběru své vlasti na Memoriálu Ivana Hlinky 2015.